# Commission Bronner
Les Lumières à l'ère numérique (dite commission Bronner) est une commission française chargée de faire des propositions dans les champs de l'éducation, de la régulation des réseaux sociaux, de la lutte contre les « diffuseurs de haine » et de la désinformation. La commission, présidée par le sociologue Gérald Bronner, est installée par le président de la République Emmanuel Macron le 29 septembre 2021.

## Contexte
Depuis 2017, les autorités françaises et européennes multiplient les initiatives pour lutter contre les manipulations et désinformations de l'information sur Internet[réf. nécessaire]. Le Parlement français a adopté une loi contre la manipulation de l'information fin 2018. La loi crée un devoir de coopération des plateformes, qui doivent mettre en œuvre des mesures en vue de lutter contre la diffusion de fausses informations susceptibles de troubler l'ordre public. Le Conseil supérieur de l'audiovisuel (CSA), qui est chargé de la supervision de l'application de la loi, a publié le 21 septembre le deuxième bilan de l’application et de l’effectivité des mesures mises en œuvre par les plateformes pour lutter contre la diffusion de fausses informations.

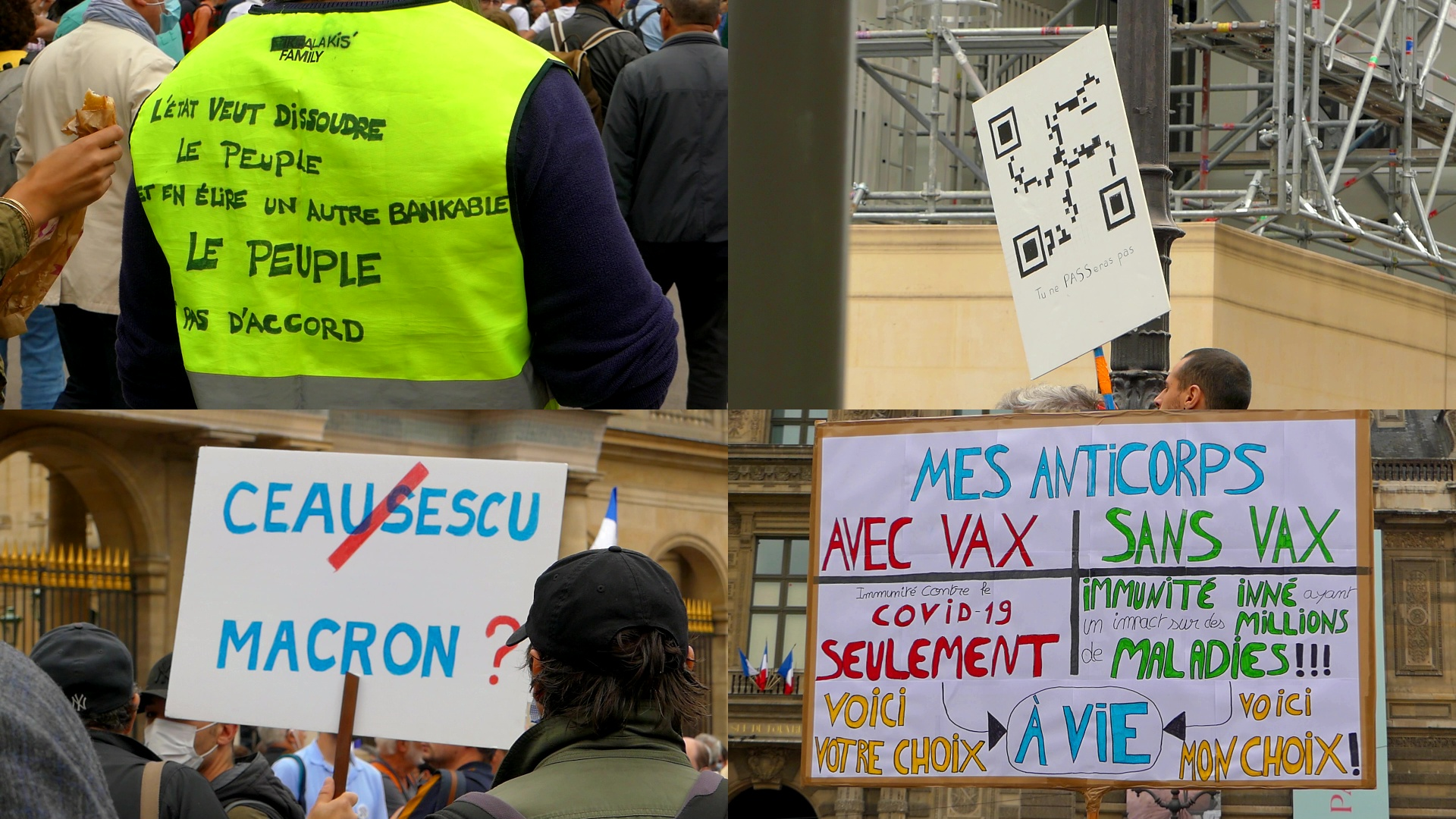
Manifestation contre le passe sanitaire à Paris, le 17 juillet 2021.

En septembre 2021, le service de vigilance et de protection contre les ingérences numériques étrangères (Viginum), une agence nationale de lutte contre les manipulations de l'information, est mis en place sous l'égide du secrétariat général de la Défense et de la Sécurité nationale (SGDSN). Il doit « veiller, détecter et caractériser les opérations d'ingérence numérique étrangères aux fins de manipulation de l'information sur les réseaux sociaux », en particulier dans le cadre de l'élection présidentielle française de 2022, qui suscite des "inquiétudes" d'ingérences étrangères .
La régulation des plateformes est en cours de révision au niveau européen. Les autorités françaises espèrent une adoption du « Digital Services Act » en 2022,. En parallèle, la Commission européenne envisage de renforcer son code des bonnes pratiques contre la désinformation en ajoutant des contraintes et des obligations.
Hasard du calendrier, deux députés ex-LREM, Matthieu Orphelin et Paula Forteza, publient le 7 octobre un rapport sur le complotisme dans lequel ils font dix propositions. Le Conseil national du numérique a également publié en juin une étude sur les infox afin de nourrir le débat avant la prochaine élection présidentielle,.

## Objectifs
La commission Bronner a huit thématiques de travail : le rôle des algorithmes[Lesquels ?](il s'agit de la révolution algorithmique en matière d’organisation de l’information et du rôle des logiques algorithmiques dans les dynamiques de diffusion de la fausse information), le financement des infox (fake news), les moyens de développer l'esprit critique, la liberté éditoriale des médias face à la pression de la dérégulation du marché de l'information, types de dispositifs juridiques possibles, les mécanismes psychologiques et sociologiques qui conduisent à la diffusion de fausses nouvelles, les ingérences étrangères et le type de citoyenneté numérique et d'espace démocratique renouvelé pouvant être mis en place.
Jean Garrigues insiste sur l'indépendance du groupe de réflexion : «Notre mission est justement d'identifier ce qu'est le complotisme, sans partir d'aucun présupposé», «Notre objectif n'est pas de fixer ce qui relève du raisonnable et du vrai, mais de démonter un certain nombre de mécanismes qui l'obstrue".
Le communiqué de l'Élysée précise les objectifs :
1. « Définir un consensus scientifique qui sera mis à disposition du grand public, des médias, des acteurs de la société civile sur l'impact d'Internet dans nos vies de citoyens : notre information, notre rapport à l'autre, notre représentation du monde et de nous-même, notre exposition à des biais cognitifs qui peuvent enfermer.
2. Formuler des propositions dans les champs de l'éducation, de la prévention, de la régulation, et de la judiciarisation des entrepreneurs de haine afin de libérer la société des bulles qui enferment une partie de nos concitoyens et nourrissent les extrémismes, la haine, la violence, les dérives sectaires et les obscurantismes.
3. Proposer de nouveaux espaces communs de la démocratie, de la citoyenneté, du collectif qui puissent trouver leur place dans le monde numérique, donner du sens à des citoyens isolés.
4. Développer une analyse historique et géopolitique de l'exposition de la France aux menaces internationales qui pèsent sur notre démocratie et notre société au travers d'Internet et des recommandations sur les enjeux à porter dans le débat international et européen. »

## Critiques
L'objectif même de la commission est critiqué. Pour la journaliste Eugénie Bastié, « il ne faut pas surestimer une menace complotiste qui, si elle existe, reste marginale ». Elle rappelle que les trois quarts des Français sont vaccinés et qu'une large majorité a approuvé le passe sanitaire. Julien Giry, chercheur en science politique à l’université de Tours, rappelle qu'« il n’existe à ce jour aucune étude de long terme permettant de conclure à une hausse du nombre de personnes adhérant à une vision conspirationniste ».
L'historien Emmanuel Kreis déplore l’utilisation massive du qualificatif « théorie du complot » par les politiques et les experts, ce qui a contribué à galvauder la notion.
La philosophe Aliénor Barrière dénonce « une captation de la raison par le pouvoir étatique. Elle se fait ainsi l’écho d’une dialectique porteuse d’une autorité morale. Le pouvoir politique se teinte d’une forme de religiosité gardienne du culte de la Raison, de la Vérité, des Lumières. La commission sera alors la sainte inquisition de Ceux qui Savent : les Sachant contre les opinions « porteuses d’une face sombre ». Cette interprétation est aussi celle de Philippe Bilger qui dénonce également « une manœuvre politique dont le seul but est de démontrer que, puisque ce pouvoir rejette les fake news, il est forcément dépositaire de la vérité et de l'honnêteté ».
En octobre 2021, François-Bernard Huyghe, directeur de recherches à l'Iris et président de l'Observatoire stratégique de l'information, déclare dans Le Figaro : «Ce qui m'inquiète, c'est le mélange de beaucoup de notions à la fois». «On met dans un même panier les “fake news”, qui existent depuis toujours, avec le “discours de haine”, le “complotisme”.
L'intervention de l'État est également questionnée. Pour Eugénie Bastié, « ce n’est pas à l’État de lutter contre le complotisme, mais à chaque citoyen ». Pour le maire de Cannes David Lisnard, l'État doit se concentrer sur « le niveau de l'instruction publique, l'apprentissage de la raison critique et de l'esprit scientifique, meilleurs antidotes au complotisme ».

## Fonctionnement
Le 26 septembre, Le Journal du dimanche évoque pour la première fois la création d'une commission devant analyser « l'impact d'Internet sur notre démocratie et notre société ». Puis L'Express dévoile un peu plus l'initiative présidentielle dans deux articles publiés le 27 et le 28 septembre,. La commission Bronner, officiellement intitulée « Les Lumières à l'ère numérique », est lancée le 29 septembre. Il s'agit de la troisième commission mise en place par Emmanuel Macron durant le quinquennat.
La commission a tenu sa première réunion le 4 octobre. Gérald Bronner et Laurent Cordonier travaillent à temps plein pour la commission. Tous les membres se réunissent une à deux fois par semaine. La commission procède à des auditions : grands acteurs français du monde numérique, experts sur la question de la régulation algorithmique, médias, juges et magistrats, etc. Pour plus de transparence, les auditions sont filmées. Le rapport est rendu public le 11 janvier 2022 et communiqué à chaque personne candidate à l'élection présidentielle. 150 auditions et contributions ont été réalisées. Il présente de manière synthétique l'état des connaissances de la désinformation à l'ère du numérique et propose 30 recommandations de moyens de lutte.
Les conclusions du rapport sont vivement critiquées dans AOC-Média par Julien Giry, Antoine Hardy, Philippe Huneman, Emmanuel Kreis, Jérôme Lamy et Arnaud Saint-Martin.

## Composition
La commission est composée initialement de quatorze personnes (sept hommes et sept femmes) et présidée par Gérald Bronner.
La composition de la commission est critiquée, notamment, le 30 septembre 2021, dans une tribune du Monde par la pneumologue Irène Frachon pour la présence de l'urologue Guy Vallancien, lequel démissionne le 7 octobre et n'est pas remplacé.

### Membres de la commission

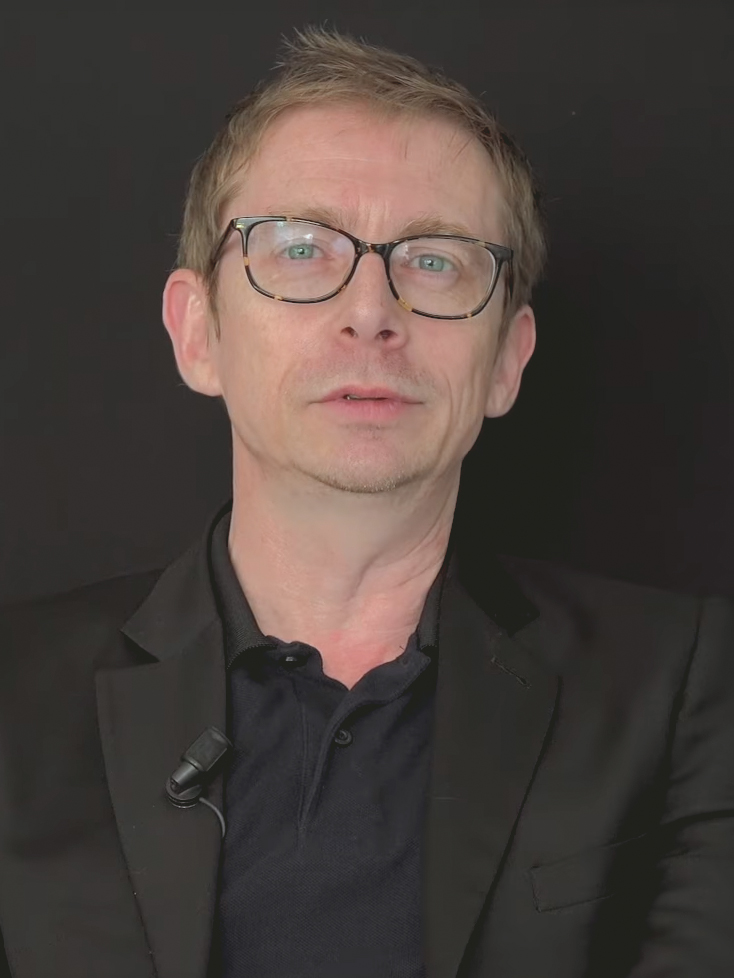
Gérald Bronner en 2018.

1. Gérald Bronner, sociologue, membre du conseil scientifique de Conspiracy Watch[28] et du conseil d'administration de la Fondation Descartes[29] et rédacteur au Point[30]
2. Roland Cayrol, politologue et directeur de recherche associé au Centre de recherches politiques de Sciences Po (CEVIPOF)[31]
3. Laurent Cordonier, chercheur en sciences sociales à la Fondation Descartes
4. Frédérick Douzet, professeure de géopolitique à l'Université Paris-VIII et membre du conseil scientifique de la Fondation Descartes[32]
5. Rose-Marie Farinella, ancienne journaliste, professeure des écoles, spécialisée dans l'analyse des infox[33]
6. Aude Favre, journaliste et créatrice de la chaîne YouTube Aude WTFake
7. Jean Garrigues, historien, professeur à l’université d’Orléans, président du Comité d’histoire parlementaire et politique et rédacteur à Franc-Tireur[34]
8. Rahaf Harfoush, consultante en stratégie, écrivaine et membre du Conseil national du numérique
9. Rachel Khan, actrice, écrivaine, juriste et rédactrice à L'Express et Franc-Tireur[35]
10. Anne Muxel, directrice de recherches en sociologie et en science politique au CEVIPOF[36], directrice du domaine Défense et société de l'Institut de recherche stratégique de l'École militaire (IRSEM) et membre du conseil d'administration de la Fondation Jean Jaurès
11. Rudy Reichstadt, directeur de l'Observatoire du complotisme (association éditrice du site Conspiracy Watch) et rédacteur à L'Express et Franc-Tireur[35]
12. Iannis Roder, professeur agrégé d'histoire en Seine-Saint-Denis, président de l’Observatoire du conspirationnisme (association éditrice du site Conspiracy Watch)[37] et directeur de l'Observatoire de l'éducation de la Fondation Jean Jaurès
13. Bertrand Warusfel, professeur de droit à l'Université Paris-VIII et avocat.
14. Annette Wieviorka, historienne, spécialiste de l'histoire et de la mémoire de la Shoah

### Guy Vallancien
Le 29 septembre, Guy Vallancien est désigné membre de la commission « Les Lumières à l'ère numérique ». La présence de l'urologue et membre du conseil scientifique de l'Office parlementaire d'évaluation des choix scientifiques et technologiques est vite critiquée. La pneumologue Irène Frachon, lanceuse d'alerte de l'affaire du Mediator, publie une tribune dans Le Monde où elle qualifie Guy Vallancien de « fer de lance d'une nébuleuse de médecins (…) qui, depuis des années et sans vergogne, tentent de (…) nier la gravité du drame humain causé par le Mediator », et déplore sa participation à la commission, estimant qu'elle ne fera que « creus[er] un peu plus le fossé entre beaucoup de nos concitoyens et les élites qu'ils critiquent, à tort ou parfois à raison »,. Outre l'affaire du Mediator, l'affaire dite du charnier de Paris-Descartes est évoquée. Guy Vallancien dirigeait le Centre du don des corps de l'université de Paris-Descartes au moment des faits. Enfin, le médecin venait d'écoper le 11 juin d'un blâme de la part de l'Ordre des médecins pour avoir rédigé un certificat médical « mensonger ». La commission décide le 4 octobre de maintenir Guy Vallancien dans ses rangs. Mais les critiques se poursuivant, Guy Vallancien démissionne trois jours plus tard tout en dénonçant l'« honteuse campagne de dénigrement ignoble et mensonger ».